# Paris–Roubaix 1968

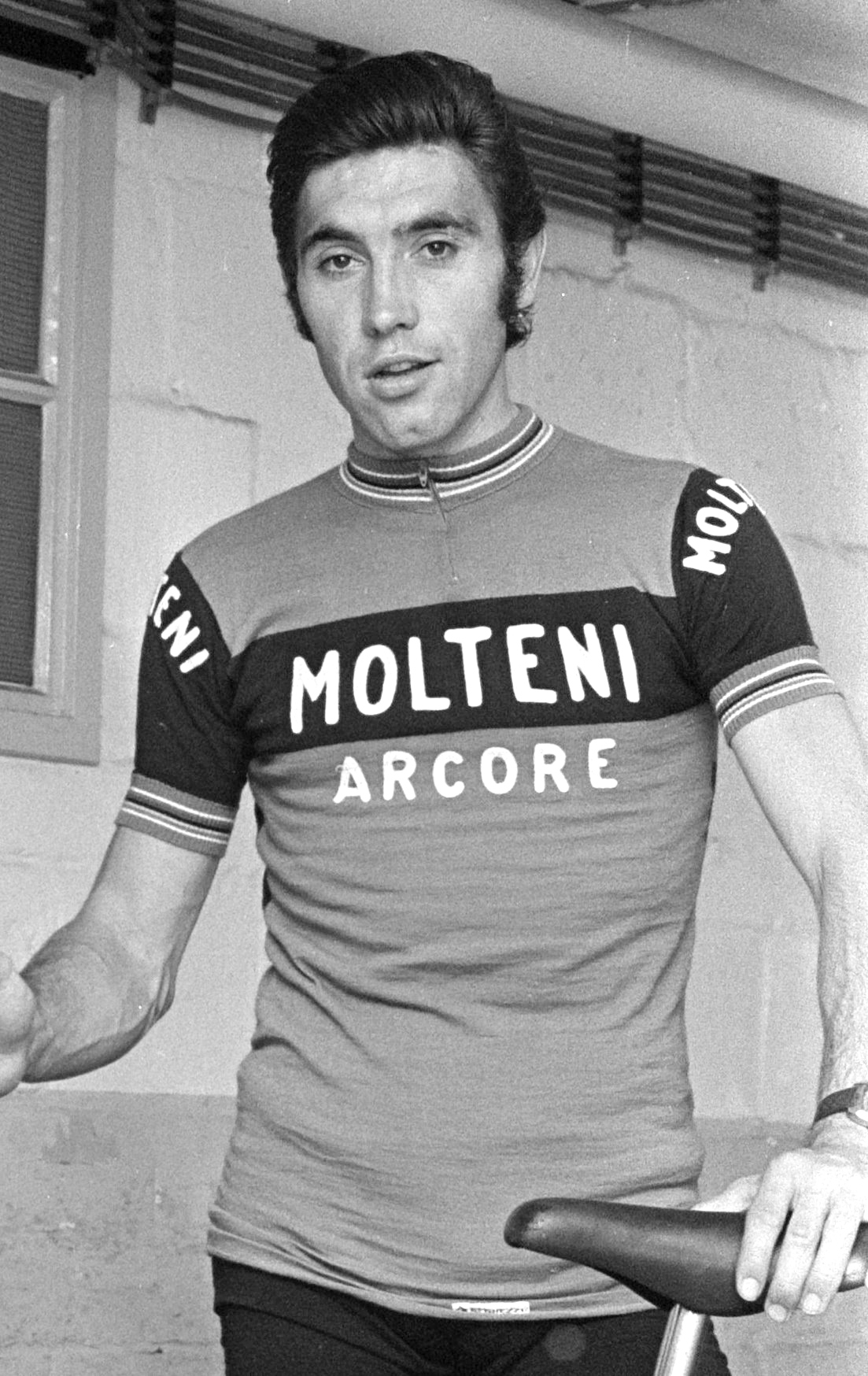
Eddy Merckx (1973)

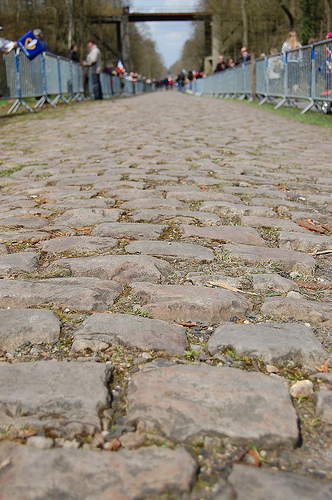
Erstmals befahren: Der Wald von Arenberg

Das Eintagesrennen Paris–Roubaix 1968 war die 66. Austragung des Radsportklassikers und fand am Sonntag, den 7. April 1968, statt.
Das Rennen führte von Chantilly, rund 50 Kilometer nördlich von Paris, nach Roubaix, wo es im Vélodrome André-Pétrieux endete. Da inzwischen immer mehr Abschnitte, in denen ursprünglich Kopfsteinpflaster gelegen hatte, asphaltiert worden waren, musste eine neue Strecke mit verbliebenen Pavé-Sektoren gefunden werden, um den Charakter des Rennens zu erhalten. Erstmals wurde der Wald von Arenberg durchquert. Der französische Radrennfahrer Jean Stablinski hatte diesen Streckenabschnitt vorgeschlagen. Er war in der Nähe aufgewachsen und kannte diese Strecke, weil er sie als Jugendlicher auf dem Weg zur Arbeit in einer Bergbaumine täglich befahren hatte. 2008 enthüllte Jean-Marie Leblanc einen Gedenkstein für Stablinski an der südlichen Einfahrt zum Wald von Arenberg.
Die gesamte Strecke war 262 Kilometer lang. Es starteten 136 Fahrer, von denen sich 44 platzieren konnten. Der Sieger Eddy Merckx absolvierte das Rennen mit einer Durchschnittsgeschwindigkeit von 36,61 km/h.
Kurz hinter dem Wald von Arenberg begann Eddy Merckx mit Angriffen, die die führende Gruppe immer weiter verkleinerten. Schließlich waren noch Merckx, Edward Sels und Herman Van Springel  an der Spitze übrig. Sels hatte einen Reifendefekt und Van Springel in der Radrennbahn keine Chance gegen den mächtigen Spurt von Merckx, der erstmals Paris–Roubaix gewann.